# Phase finale de la Ligue Europa 2010-2011
Cet article présente les résultats détaillés de la phase finale de l'édition 2010-2011 de la Ligue Europa.
La phase finale recouvre toute la compétition à élimination directe, des seizièmes de finale à la finale. Elle se déroule de la mi-février à la mi-mai 2011.

## Qualification
Participent à la phase finale
- les douze vainqueurs de groupe de Ligue Europa ;
- les douze deuxièmes de groupes de Ligue Europa ;
- les huit troisièmes de groupe repêchés de la Ligue des Champions.

## Détermination des rencontres
Les rencontres sont toutes décidées par un tirage au sort, qui est totalement ouvert à l'exception de celui des seizièmes de finale.
Le tirage au sort des seizièmes de finale se déroule le même jour que celui des huitièmes, à savoir le 17 décembre 2010, au lendemain de la fin de la phase de groupe. Le tirage des quarts de finale et des demi-finales se déroule le 18 mars 2011, au lendemain des huitièmes de finale.

### Tirage au sort des seizièmes de finale
| Rang | Équipe               | Pts | J | G | N | P | Bp | Bc | Diff |
| ---- | -------------------- | --- | - | - | - | - | -- | -- | ---- |
| 1    | Spartak Moscou (F)   | 9   | 6 | 3 | 0 | 3 | 7  | 10 | -3   |
| 2    | Sporting Braga (H)   | 9   | 6 | 3 | 0 | 3 | 5  | 11 | -6   |
| 3    | Ajax Amsterdam (G)   | 7   | 6 | 2 | 1 | 3 | 6  | 10 | -4   |
| 4    | FC Twente (A)        | 6   | 6 | 1 | 3 | 2 | 9  | 11 | -2   |
| 5    | Roubine Kazan (D)    | 6   | 6 | 1 | 3 | 2 | 2  | 4  | -2   |
| 6    | FC Bâle (E)          | 6   | 6 | 2 | 0 | 4 | 8  | 11 | -3   |
| 7    | Glasgow Rangers (C)  | 6   | 6 | 1 | 3 | 2 | 3  | 6  | -3   |
| 8    | Benfica Lisbonne (B) | 6   | 6 | 2 | 0 | 4 | 7  | 12 | -5   |

Le tirage est réalisé de manière que les équipes d'une même association ou d'un même groupe du tirage au sort ne puissent se rencontrer. De même, les têtes de série doivent affronter des non-têtes de série et les recevoir lors du match retour, la liste des participants étant divisée en têtes de série et non-têtes de série selon
- qu'une équipe provenant de la phase de groupe de Ligue Europa ait terminé première ou deuxième de son groupe ;
- qu'une équipe provenant de la phase de groupe de Ligue des Champions fasse partie des quatre meilleurs au classement des troisièmes (cf tableau ci-contre).

Par conséquent, ces trente-deux équipes participent à la phase finale.
| Participent à la phase finale (32) | Participent à la phase finale (32)  | Participent à la phase finale (32) |
|                                    | Têtes de série                      | Non-têtes de série                 |
| Groupe                             | Vainqueur de groupe de Ligue Europa | Deuxième de groupe de Ligue Europa |
| ---------------------------------- | ----------------------------------- | ---------------------------------- |
| A                                  | Manchester City                     | Lech Poznań                        |
| B                                  | Leverkusen                          | Aris Salonique                     |
| C                                  | Sporting Portugal                   | Lille OSC                          |
| D                                  | Villarreal                          | PAOK Salonique                     |
| E                                  | Dynamo Kiev                         | BATE Borissov                      |
| F                                  | CSKA Moscou                         | Sparta Prague                      |
| G                                  | Zénith Saint-Pétersbourg            | RSC Anderlecht                     |
| H                                  | Stuttgart                           | Young Boys Berne                   |
| I                                  | PSV Eindhoven                       | Metalist Kharkiv                   |
| J                                  | Paris SG                            | FC Séville                         |
| K                                  | Liverpool                           | Naples                             |
| L                                  | FC Porto                            | Beşiktaş                           |
|                                    | Repêché de Ligue des champions      | Repêché de Ligue des champions     |
|                                    | Spartak Moscou                      | Roubine Kazan                      |
|                                    | Sporting Braga                      | FC Bâle                            |
|                                    | Ajax Amsterdam                      | Glasgow Rangers                    |
|                                    | FC Twente                           | Benfica Lisbonne                   |

## Seizièmes de finale
| 17 février 2011 | Naples  | 0 - 0   | Villarreal | Stadio San Paolo, Naples                   |                                            |
| 19h00 (CET)     |         | (0 - 0) |            | Spectateurs : 55 000 Arbitrage : Mike Dean | Spectateurs : 55 000 Arbitrage : Mike Dean |
| 19h00 (CET)     | Rapport |         |            | Spectateurs : 55 000 Arbitrage : Mike Dean | Spectateurs : 55 000 Arbitrage : Mike Dean |

| 24 février 2011 | Villarreal               | 2 - 1   | Naples     | El Madrigal, Vila-real                        |                                               |
| 21h05 (CET)     | Nilmar 42e · Rossi 45+1e | (2 - 1) | Hamsik 16e | Spectateurs : 23 000 Arbitrage : Cüneyt Çakır | Spectateurs : 23 000 Arbitrage : Cüneyt Çakır |
| 21h05 (CET)     | Rapport                  |         |            | Spectateurs : 23 000 Arbitrage : Cüneyt Çakır | Spectateurs : 23 000 Arbitrage : Cüneyt Çakır |

| 17 février 2011 | Glasgow Rangers | 1 - 1   | Sporting Portugal | Ibrox Stadium, Glasgow                        |                                               |
| 21h05 (CET)     | Whittaker 66e   | (0 - 0) | Fernández 89e     | Spectateurs : 34 095 Arbitrage : Manuel Gräfe | Spectateurs : 34 095 Arbitrage : Manuel Gräfe |
| 21h05 (CET)     | Rapport         |         |                   | Spectateurs : 34 095 Arbitrage : Manuel Gräfe | Spectateurs : 34 095 Arbitrage : Manuel Gräfe |

| 24 février 2011 | Sporting Portugal      | 2 - 2   | Glasgow Rangers       | Estádio José Alvalade XXI, Lisbonne |                               |
| 19h00 (CET)     | Mendes 42e · Djalo 83e | (1 - 1) | Diouf 19e · Edu 90+2e | Arbitrage : Paolo Tagliavento       | Arbitrage : Paolo Tagliavento |
| 19h00 (CET)     | Rapport                |         |                       | Arbitrage : Paolo Tagliavento       | Arbitrage : Paolo Tagliavento |

| 17 février 2011 | Sparta Prague | 0 - 0   | Liverpool | Stadion Letná, Prague                          |                                                |
| 21h05 (CET)     |               | (0 - 0) |           | Spectateurs : 17 569 Arbitrage : Florian Meyer | Spectateurs : 17 569 Arbitrage : Florian Meyer |
| 21h05 (CET)     | Rapport       |         |           | Spectateurs : 17 569 Arbitrage : Florian Meyer | Spectateurs : 17 569 Arbitrage : Florian Meyer |

| 24 février 2011 | Liverpool | 1 - 0   | Sparta Prague | Anfield, Liverpool        |                           |
| 19h00 (CET)     | Kuyt 86e  | (0 - 0) |               | Arbitrage : Milorad Mazic | Arbitrage : Milorad Mazic |
| 19h00 (CET)     | Rapport   |         |               | Arbitrage : Milorad Mazic | Arbitrage : Milorad Mazic |

| 17 février 2011 | RSC Anderlecht | 0 - 3   | Ajax Amsterdam                                   | Stade Constant Vanden Stock, Anderlecht          |                                                  |
| 19h00 (CET)     |                | (0 - 1) | Alderweireld 32e · Eriksen 59e · El Hamdaoui 67e | Spectateurs : 26 000 Arbitrage : Gianluca Rocchi | Spectateurs : 26 000 Arbitrage : Gianluca Rocchi |
| 19h00 (CET)     | Rapport        |         |                                                  | Spectateurs : 26 000 Arbitrage : Gianluca Rocchi | Spectateurs : 26 000 Arbitrage : Gianluca Rocchi |

| 24 février 2011 | Ajax Amsterdam    | 2 - 0   | RSC Anderlecht | Amsterdam ArenA, Amsterdam                      |                                                 |
| 21h05 (CET)     | Sulejmani 11e 17e | (2 - 0) |                | Spectateurs : 42 591 Arbitrage : Martin Hansson | Spectateurs : 42 591 Arbitrage : Martin Hansson |
| 21h05 (CET)     | Rapport           |         |                | Spectateurs : 42 591 Arbitrage : Martin Hansson | Spectateurs : 42 591 Arbitrage : Martin Hansson |

| 17 février 2011 | Lech Poznań | 1 - 0   | Sporting Braga | Stade municipal, Poznań          |                                  |
| 19h00 (CET)     | Rudņevs 72e | (0 - 0) |                | Arbitrage : Vladislav Bezborodov | Arbitrage : Vladislav Bezborodov |
| 19h00 (CET)     | Rapport     |         |                | Arbitrage : Vladislav Bezborodov | Arbitrage : Vladislav Bezborodov |

| 24 février 2011 | Sporting Braga     | 2 - 0   | Lech Poznań | Stade municipal, Braga           |                                  |
| 21h05 (CET)     | Alan 8e · Lima 36e | (2 - 0) |             | Arbitrage : Markus Strömbergsson | Arbitrage : Markus Strömbergsson |
| 21h05 (CET)     | Rapport            |         |             | Arbitrage : Markus Strömbergsson | Arbitrage : Markus Strömbergsson |

| 17 février 2011 | Beşiktaş     | 1 - 4   | Dynamo Kiev                                                       | Stade BJK İnönü, Istanbul |                           |
| 19h00 (CET)     | Quaresma 37e | (1 - 1) | Vukojević 26e · Chevtchenko 50e · Yussuf 56e · Goussev 90e (pen.) | Arbitrage : Pedro Proença | Arbitrage : Pedro Proença |
| 19h00 (CET)     | Rapport      |         |                                                                   | Arbitrage : Pedro Proença | Arbitrage : Pedro Proença |

| 24 février 2011 | Dynamo Kiev                                                   | 4 - 0   | Beşiktaş | Stade Dynamo Lobanovski, Kiev                 |                                               |
| 21h05 (CET)     | Vukojević 3e · Yarmolenko 55e · Goussev 64e · Chevtchenko 74e | (1 - 0) |          | Spectateurs : 10 000 Arbitrage : Tony Chapron | Spectateurs : 10 000 Arbitrage : Tony Chapron |
| 21h05 (CET)     | Rapport                                                       |         |          | Spectateurs : 10 000 Arbitrage : Tony Chapron | Spectateurs : 10 000 Arbitrage : Tony Chapron |

| 17 février 2011 | FC Bâle                 | 2 - 3   | Spartak Moscou                             | Parc Saint-Jacques, Bâle                            |                                                     |
| 21h05 (CET)     | Frei 36e · Streller 41e | (2 - 0) | Kombarov 61e · Dzyuba 70e · Ananidze 90+2e | Spectateurs : 13 060 Arbitrage : Aleksandar Stavrev | Spectateurs : 13 060 Arbitrage : Aleksandar Stavrev |
| 21h05 (CET)     | Rapport                 |         |                                            | Spectateurs : 13 060 Arbitrage : Aleksandar Stavrev | Spectateurs : 13 060 Arbitrage : Aleksandar Stavrev |

| 24 février 2011 | Spartak Moscou | 1 - 1   | FC Bâle          | Stade Loujniki, Moscou                          |                                                 |
| 19h00 (CET)     | McGeady 90+1e  | (0 - 1) | Chipperfield 15e | Spectateurs : 12 000 Arbitrage : Cristian Balaj | Spectateurs : 12 000 Arbitrage : Cristian Balaj |
| 19h00 (CET)     | Rapport        |         |                  | Spectateurs : 12 000 Arbitrage : Cristian Balaj | Spectateurs : 12 000 Arbitrage : Cristian Balaj |

| 17 février 2011 | Young Boys Berne         | 2 - 1   | Zénith Saint-Pétersbourg | Stade de Suisse, Berne                             |                                                    |
| 21h05 (CET)     | Lulić 46e · Mayuka 90+3e | (0 - 1) | Lombaerts 20e            | Spectateurs : 15 026 Arbitrage : Anastassios Kakos | Spectateurs : 15 026 Arbitrage : Anastassios Kakos |
| 21h05 (CET)     | Rapport                  |         |                          | Spectateurs : 15 026 Arbitrage : Anastassios Kakos | Spectateurs : 15 026 Arbitrage : Anastassios Kakos |

| 24 février 2011 | Zénith Saint-Pétersbourg               | 3 - 1   | Young Boys Berne | Stade Petrovski, Saint-Pétersbourg                  |                                                     |
| 19h00 (CET)     | Lazović 41e · Semak 52e · Chirokov 76e | (1 - 1) | Jemal 21e        | Spectateurs : 17 500 Arbitrage : Kristinn Jakobsson | Spectateurs : 17 500 Arbitrage : Kristinn Jakobsson |
| 19h00 (CET)     | Rapport                                |         |                  | Spectateurs : 17 500 Arbitrage : Kristinn Jakobsson | Spectateurs : 17 500 Arbitrage : Kristinn Jakobsson |

| 15 février 2011 | Aris Salonique | 0 - 0 | Manchester City | Stade Kleánthis-Vikelídis, Salonique                      |                                                           |
| 18h00 (CET)     |                |       |                 | Spectateurs : 22 800 Arbitrage : Alberto Undiano Mallenco | Spectateurs : 22 800 Arbitrage : Alberto Undiano Mallenco |
| 18h00 (CET)     | Rapport        |       |                 | Spectateurs : 22 800 Arbitrage : Alberto Undiano Mallenco | Spectateurs : 22 800 Arbitrage : Alberto Undiano Mallenco |

| 24 février 2011 | Manchester City          | 3 - 0   | Aris Salonique | City of Manchester Stadium, Manchester |                            |
| 21h05 (CET)     | Džeko 7e 12e · Touré 76e | (2 - 0) |                | Arbitrage : Pavel Kralovec             | Arbitrage : Pavel Kralovec |
| 21h05 (CET)     | Rapport                  |         |                | Arbitrage : Pavel Kralovec             | Arbitrage : Pavel Kralovec |

| 17 février 2011 | PAOK Salonique | 0 - 1   | CSKA Moscou | Stade de Toúmba, Thessalonique                  |                                                 |
| 21h05 (CET)     |                | (0 - 1) | Necid 29e   | Spectateurs : 28 701 Arbitrage : Andre Marriner | Spectateurs : 28 701 Arbitrage : Andre Marriner |
| 21h05 (CET)     | Rapport        |         |             | Spectateurs : 28 701 Arbitrage : Andre Marriner | Spectateurs : 28 701 Arbitrage : Andre Marriner |

| 22 février 2011 | CSKA Moscou      | 1 - 1   | PAOK Salonique | Arena Khimki, Moscou                             |                                                  |
| 18h00 (CET)     | Ignachevitch 80e | (0 - 0) | Muslimovic 67e | Spectateurs : 10 000 Arbitrage : Laurent Duhamel | Spectateurs : 10 000 Arbitrage : Laurent Duhamel |
| 18h00 (CET)     | Rapport          |         |                | Spectateurs : 10 000 Arbitrage : Laurent Duhamel | Spectateurs : 10 000 Arbitrage : Laurent Duhamel |

| 17 février 2011 | FC Séville  | 1 - 2   | FC Porto                                        | Sánchez Pizjuán, Séville                       |                                                |
| 21h05 (CET)     | Kanouté 65e | (0 - 0) | Rolando Jorge Pires da Fonseca 58e · Guarín 86e | Spectateurs : 30 000 Arbitrage : Craig Thomson | Spectateurs : 30 000 Arbitrage : Craig Thomson |
| 21h05 (CET)     | Rapport     |         |                                                 | Spectateurs : 30 000 Arbitrage : Craig Thomson | Spectateurs : 30 000 Arbitrage : Craig Thomson |

| 22 février 2011 | FC Porto | 0 - 1   | FC Séville       | Do Dragão, Porto                             |                                              |
| 18h00 (CET)     |          | (0 - 0) | Luís Fabiano 71e | Spectateurs : 35 609 Arbitrage : Howard Webb | Spectateurs : 35 609 Arbitrage : Howard Webb |
| 18h00 (CET)     | Rapport  |         |                  | Spectateurs : 35 609 Arbitrage : Howard Webb | Spectateurs : 35 609 Arbitrage : Howard Webb |

| 17 février 2011 | Roubine Kazan | 0 - 2   | FC Twente                   | Stade Loujniki, Moscou                             |                                                    |
| 19h00 (CET)     |               | (0 - 0) | 77e de Jong · 88e Wisgerhof | Spectateurs : 500 Arbitrage : Robert Schörgenhofer | Spectateurs : 500 Arbitrage : Robert Schörgenhofer |
| 19h00 (CET)     | Rapport       |         |                             | Spectateurs : 500 Arbitrage : Robert Schörgenhofer | Spectateurs : 500 Arbitrage : Robert Schörgenhofer |

| 24 février 2011 | FC Twente                   | 2 - 2   | Roubine Kazan                    | FC Twente Stadion, Enschede                    |                                                |
| 21h05 (CET)     | Janssen 45+1e · Douglas 47e | (1 - 2) | Cristian Ansaldi 22e · Noboa 24e | Spectateurs : 23 000 Arbitrage : Marcin Borski | Spectateurs : 23 000 Arbitrage : Marcin Borski |
| 21h05 (CET)     | Rapport                     |         |                                  | Spectateurs : 23 000 Arbitrage : Marcin Borski | Spectateurs : 23 000 Arbitrage : Marcin Borski |

| 17 février 2011 | Lille OSC              | 2 - 2   | PSV Eindhoven            | Stadium Nord, Villeneuve-d'Ascq                      |                                                      |
| 21h05 (CET)     | Gueye 6e · De Melo 31e | (2 - 0) | 83e Bouma · 84e Toivonen | Spectateurs : 15 000 Arbitrage : Alexandru Dan Tudor | Spectateurs : 15 000 Arbitrage : Alexandru Dan Tudor |
| 21h05 (CET)     | Rapport                |         |                          | Spectateurs : 15 000 Arbitrage : Alexandru Dan Tudor | Spectateurs : 15 000 Arbitrage : Alexandru Dan Tudor |

| 24 février 2011 | PSV Eindhoven                          | 3 - 1   | Lille OSC         | Philips Stadion, Eindhoven                                  |                                                             |
| 19h00 (CET)     | Dzsudzsák 55e · Marcelo 63e · Lens 67e | (0 - 1) | Frau 22e 57e, 62e | Spectateurs : 28 500 Arbitrage : Eduardo Iturralde González | Spectateurs : 28 500 Arbitrage : Eduardo Iturralde González |
| 19h00 (CET)     | Rapport                                |         |                   | Spectateurs : 28 500 Arbitrage : Eduardo Iturralde González | Spectateurs : 28 500 Arbitrage : Eduardo Iturralde González |

| 17 février 2011 | Benfica Lisbonne       | 2 - 1   | Stuttgart  | Estádio da Luz, Lisbonne                        |                                                 |
| 19h00 (CET)     | Cardozo 70e · Jara 81e | (0 - 1) | Harnik 21e | Spectateurs : 44 852 Arbitrage : Eric Braamhaar | Spectateurs : 44 852 Arbitrage : Eric Braamhaar |
| 19h00 (CET)     | Rapport                |         |            | Spectateurs : 44 852 Arbitrage : Eric Braamhaar | Spectateurs : 44 852 Arbitrage : Eric Braamhaar |

| 24 février 2011 | Stuttgart | 0 - 2   | Benfica Lisbonne                 | VfB Arena, Stuttgart                       |                                            |
| 21h05 (CET)     |           | (0 - 1) | Eduardo Salvio 31e · Cardozo 78e | Spectateurs : 25 800 Arbitrage : Mike Dean | Spectateurs : 25 800 Arbitrage : Mike Dean |
| 21h05 (CET)     | Rapport   |         |                                  | Spectateurs : 25 800 Arbitrage : Mike Dean | Spectateurs : 25 800 Arbitrage : Mike Dean |

| 17 février 2011 | BATE Borissov                | 2 - 2   | Paris SG                   | Stade Dinamo, Minsk                        |                                            |
| 19h00 (CET)     | Bressan 16e · Gordeychuk 80e | (1 - 1) | Erding 29e · Luyindula 89e | Spectateurs : 6 000 Arbitrage : Alon Yefet | Spectateurs : 6 000 Arbitrage : Alon Yefet |
| 19h00 (CET)     | Rapport                      |         |                            | Spectateurs : 6 000 Arbitrage : Alon Yefet | Spectateurs : 6 000 Arbitrage : Alon Yefet |

| 24 février 2011 | Paris SG | 0 - 0 | BATE Borissov | Parc des Princes, Paris |                        |
| 21h05 (CET)     |          |       |               | Arbitrage : Kevin Blom  | Arbitrage : Kevin Blom |
| 21h05 (CET)     | Rapport  |       |               | Arbitrage : Kevin Blom  | Arbitrage : Kevin Blom |

| 17 février 2011 | Metalist Kharkiv | 0 - 4   | Leverkusen                                | Stade Metalist, Kharkiv                         |                                                 |
| 21h05 (CET)     |                  | (0 - 1) | 23e Derdiyok · 72e Castro · 90e 90+2e Sam | Spectateurs : 35 216 Arbitrage : Serge Gumienny | Spectateurs : 35 216 Arbitrage : Serge Gumienny |
| 21h05 (CET)     | Rapport          |         |                                           | Spectateurs : 35 216 Arbitrage : Serge Gumienny | Spectateurs : 35 216 Arbitrage : Serge Gumienny |

| 24 février 2011 | Leverkusen               | 2 - 0   | Metalist Kharkiv | BayArena, Leverkusen                            |                                                 |
| 19h00 (CET)     | Rolfes 47e · Ballack 70e | (0 - 0) |                  | Spectateurs : 16 212 Arbitrage : William Collum | Spectateurs : 16 212 Arbitrage : William Collum |
| 19h00 (CET)     | Rapport                  |         |                  | Spectateurs : 16 212 Arbitrage : William Collum | Spectateurs : 16 212 Arbitrage : William Collum |

## Huitièmes de finale
| 10 mars 2011 | CSKA Moscou | 0 - 1   | FC Porto   | Stade Loujniki, Moscou           |                                  |
| 19h00 (CET)  |             | (0 - 0) | Guarín 70e | Arbitrage : Robert Schörgenhofer | Arbitrage : Robert Schörgenhofer |
| 19h00 (CET)  | Rapport     |         |            | Arbitrage : Robert Schörgenhofer | Arbitrage : Robert Schörgenhofer |

| 17 mars 2011 | FC Porto              | 2 - 1   | CSKA Moscou | Do Dragão, Porto       |                        |
| 21h05 (CET)  | Hulk 1re · Guarín 24e | (2 - 1) | Tošić 29e   | Arbitrage : Kevin Blom | Arbitrage : Kevin Blom |
| 21h05 (CET)  | Rapport               |         |             | Arbitrage : Kevin Blom | Arbitrage : Kevin Blom |

| 10 mars 2011 | PSV Eindhoven | 0 - 0   | Glasgow Rangers | Philips Stadion, Eindhoven |                            |
| 19h00 (CET)  |               | (0 - 0) |                 | Arbitrage : Martin Hansson | Arbitrage : Martin Hansson |
| 19h00 (CET)  | Rapport       |         |                 | Arbitrage : Martin Hansson | Arbitrage : Martin Hansson |

| 17 mars 2011 | Glasgow Rangers | 0 - 1   | PSV Eindhoven | Ibrox Stadium, Glasgow           |                                  |
| 21h05 (CET)  |                 | (0 - 1) | Lens 13e      | Arbitrage : Robert Schörgenhofer | Arbitrage : Robert Schörgenhofer |
| 21h05 (CET)  | Rapport         |         |               | Arbitrage : Robert Schörgenhofer | Arbitrage : Robert Schörgenhofer |

| 10 mars 2011 | Leverkusen              | 2 - 3   | Villarreal                   | BayArena, Leverkusen          |                               |
| 19h00 (CET)  | Kadlec 33e · Castro 72e | (1 - 1) | Rossi 42e · Nilmar 70e 90+4e | Arbitrage : Paolo Tagliavento | Arbitrage : Paolo Tagliavento |
| 19h00 (CET)  | Rapport                 |         |                              | Arbitrage : Paolo Tagliavento | Arbitrage : Paolo Tagliavento |

| 17 mars 2011 | Villarreal              | 2 - 1   | Leverkusen   | El Madrigal, Vila-real    |                           |
| 21h05 (CET)  | Cazorla 33e · Rossi 61e | (1 - 0) | Derdiyok 82e | Arbitrage : Björn Kuipers | Arbitrage : Björn Kuipers |
| 21h05 (CET)  | Rapport                 |         |              | Arbitrage : Björn Kuipers | Arbitrage : Björn Kuipers |

| 10 mars 2011 | Sporting Braga  | 1 - 0   | Liverpool | Stade municipal de Braga, Braga |                            |
| 19h00 (CET)  | Alan 18e (pen.) | (1 - 0) |           | Arbitrage : Serge Gumienny      | Arbitrage : Serge Gumienny |
| 19h00 (CET)  | Rapport         |         |           | Arbitrage : Serge Gumienny      | Arbitrage : Serge Gumienny |

| 17 mars 2011 | Liverpool | 0 - 0   | Sporting Braga | Anfield, Liverpool          |                             |
| 21h05 (CET)  |           | (0 - 0) |                | Arbitrage : Gianluca Rocchi | Arbitrage : Gianluca Rocchi |
| 21h05 (CET)  | Rapport   |         |                | Arbitrage : Gianluca Rocchi | Arbitrage : Gianluca Rocchi |

| 10 mars 2011 | Benfica Lisbonne       | 2 - 1   | Paris SG      | Estádio da Luz, Lisbonne   |                            |
| 21h05 (CET)  | Pereira 42e · Jara 81e | (1 - 1) | Luyindula 14e | Arbitrage : Pavel Kralovec | Arbitrage : Pavel Kralovec |
| 21h05 (CET)  | Rapport                |         |               | Arbitrage : Pavel Kralovec | Arbitrage : Pavel Kralovec |

| 17 mars 2011 | Paris SG   | 1 - 1   | Benfica Lisbonne | Parc des Princes, Paris    |                            |
| 19h00 (CET)  | Bodmer 35e | (1 - 1) | Gaitán 27e       | Arbitrage : William Collum | Arbitrage : William Collum |
| 19h00 (CET)  | Rapport    |         |                  | Arbitrage : William Collum | Arbitrage : William Collum |

| 10 mars 2011 | Dynamo Kiev                 | 2 - 0   | Manchester City | Stade Dynamo Lobanovski, Kiev |                           |
| 21h05 (CET)  | Shevchenko 25e · Husyev 77e | (1 - 0) |                 | Arbitrage : Florian Meyer     | Arbitrage : Florian Meyer |
| 21h05 (CET)  | Rapport                     |         |                 | Arbitrage : Florian Meyer     | Arbitrage : Florian Meyer |

| 17 mars 2011 | Manchester City             | 1 - 0   | Dynamo Kiev | City of Manchester Stadium, Manchester |                          |
| 19h00 (CET)  | Balotelli 36e · Kolarov 39e | (1 - 0) |             | Arbitrage : Cüneyt Çakır               | Arbitrage : Cüneyt Çakır |
| 19h00 (CET)  | Rapport                     |         |             | Arbitrage : Cüneyt Çakır               | Arbitrage : Cüneyt Çakır |

| 10 mars 2011 | FC Twente                        | 3 - 0   | Zénith Saint-Pétersbourg | FC Twente Stadion, Enschede  |                              |
| 21h05 (CET)  | de Jong 25e 90+2e · Landzaat 56e | (1 - 0) |                          | Arbitrage : Mark Clattenburg | Arbitrage : Mark Clattenburg |
| 21h05 (CET)  | Rapport                          |         |                          | Arbitrage : Mark Clattenburg | Arbitrage : Mark Clattenburg |

| 17 mars 2011 | Zénith Saint-Pétersbourg    | 2 - 0   | FC Twente | Stade Petrovski, Saint-Pétersbourg |                            |
| 19h00 (CET)  | Shirokov 16e · Kerjakov 37e | (2 - 0) |           | Arbitrage : Jonas Eriksson         | Arbitrage : Jonas Eriksson |
| 19h00 (CET)  | Rapport                     |         |           | Arbitrage : Jonas Eriksson         | Arbitrage : Jonas Eriksson |

| 10 mars 2011 | Ajax Amsterdam | 0 - 1   | Spartak Moscou | Amsterdam ArenA, Amsterdam |                          |
| 21h05 (CET)  |                | (0 - 0) | Alex 57e       | Arbitrage : Manuel Gräfe   | Arbitrage : Manuel Gräfe |
| 21h05 (CET)  | Rapport        |         |                | Arbitrage : Manuel Gräfe   | Arbitrage : Manuel Gräfe |

| 17 mars 2011 | Spartak Moscou                         | 3 - 0   | Ajax Amsterdam | Stade Loujniki, Moscou      |                             |
| 19h00 (CET)  | Kombarov 21e · Welliton 30e · Alex 54e | (2 - 0) |                | Arbitrage : Martin Atkinson | Arbitrage : Martin Atkinson |
| 19h00 (CET)  | Rapport                                |         |                | Arbitrage : Martin Atkinson | Arbitrage : Martin Atkinson |

## Quarts de finale
| 7 avril 2011 | FC Porto                                       | 5 - 1   | Spartak Moscou | Do Dragão, Porto           |                            |
| 21h05 (CET)  | Falcao 37e 84e 90+1e · Varela 65e · Maicon 70e | (1 - 0) | Kombarov 71e   | Arbitrage : Serge Gumienny | Arbitrage : Serge Gumienny |
| 21h05 (CET)  | Rapport                                        |         |                | Arbitrage : Serge Gumienny | Arbitrage : Serge Gumienny |

| 14 avril 2011 | Spartak Moscou       | 2 - 5   | FC Porto                                                          | Stade Loujniki, Moscou    |                           |
| 19h00 (CET)   | Dzyuba 52e · Ari 72e | (0 - 2) | Hulk 28e · Rodríguez 45+2e · Guarín 47e · Falcao 54e · Micael 89e | Arbitrage : Viktor Kassai | Arbitrage : Viktor Kassai |
| 19h00 (CET)   | Rapport              |         |                                                                   | Arbitrage : Viktor Kassai | Arbitrage : Viktor Kassai |

| 7 avril 2011 | Benfica Lisbonne                           | 4 - 1   | PSV Eindhoven | Estádio da Luz, Lisbonne      |                               |
| 21h05 (CET)  | Aimar 37e · Salvio 45e 52e · Saviola 90+4e | (2 - 0) | Labyad 80e    | Arbitrage : Paolo Tagliavento | Arbitrage : Paolo Tagliavento |
| 21h05 (CET)  | Rapport                                    |         |               | Arbitrage : Paolo Tagliavento | Arbitrage : Paolo Tagliavento |

| 14 avril 2011 | PSV Eindhoven            | 2 - 2   | Benfica Lisbonne                  | Philips Stadion, Eindhoven |                            |
| 21h05 (CET)   | Dzsudzsák 17e · Lens 25e | (2 - 1) | Luisão 45+3e · Cardozo 63e (pen.) | Arbitrage : Wolfgang Stark | Arbitrage : Wolfgang Stark |
| 21h05 (CET)   | Rapport                  |         |                                   | Arbitrage : Wolfgang Stark | Arbitrage : Wolfgang Stark |

| 7 avril 2011 | Villarreal                                             | 5 - 1   | FC Twente | El Madrigal, Vila-real            |                                   |
| 21h05 (CET)  | Marchena 22e · Valero 43e · Nilmar 45e 80e · Rossi 55e | (3 - 0) | Janko 90e | Arbitrage : Aleksei Nikolaev (en) | Arbitrage : Aleksei Nikolaev (en) |
| 21h05 (CET)  | Rapport                                                |         |           | Arbitrage : Aleksei Nikolaev (en) | Arbitrage : Aleksei Nikolaev (en) |

| 14 avril 2011 | FC Twente                   | 1 - 3   | Villarreal                                     | FC Twente Stadion, Enschede |                            |
| 21h05 (CET)   | Bajrami 32e · Tiendalli 58e | (1 - 0) | Rossi 60e (pen.) · Ruben 84e (pen.) · Cani 90e | Arbitrage : William Collum  | Arbitrage : William Collum |
| 21h05 (CET)   | Rapport                     |         |                                                | Arbitrage : William Collum  | Arbitrage : William Collum |

| 7 avril 2011 | Dynamo Kiev                          | 1 - 1   | Sporting Braga   | Stade Dynamo Lobanovski, Kiev |                           |
| 21h05 (CET)  | Yarmolenko 6e · Chevtchenko 53e, 61e | (1 - 1) | Husyev 13e (csc) | Arbitrage : Björn Kuipers     | Arbitrage : Björn Kuipers |
| 21h05 (CET)  | Rapport                              |         |                  | Arbitrage : Björn Kuipers     | Arbitrage : Björn Kuipers |

| 14 avril 2011 | Sporting Braga  | 0 - 0   | Dynamo Kiev    | Stade municipal de Braga, Braga |                            |
| 21h05 (CET)   | Paulo César 29e | (0 - 0) | Popov 72e, 87e | Arbitrage : Jonas Eriksson      | Arbitrage : Jonas Eriksson |
| 21h05 (CET)   | Rapport         |         |                | Arbitrage : Jonas Eriksson      | Arbitrage : Jonas Eriksson |

## Demi-finales
| 28 avril 2011 | FC Porto                                     | 5 - 1   | Villarreal | Do Dragão, Porto          |                           |
| 21h05 (CET)   | Falcao 49e (pen.) 67e 75e 90+1e · Guarín 61e | (0 - 1) | Cani 45e   | Arbitrage : Björn Kuipers | Arbitrage : Björn Kuipers |
| 21h05 (CET)   | Rapport                                      |         |            | Arbitrage : Björn Kuipers | Arbitrage : Björn Kuipers |

| 5 mai 2011  | Villarreal                                  | 3 - 2   | FC Porto              | El Madrigal, Vila-real      |                             |
| 21h05 (CET) | Cani 17e · Capdevila 75e · Rossi 80e (pen.) | (1 - 1) | Hulk 40e · Falcao 48e | Arbitrage : Gianluca Rocchi | Arbitrage : Gianluca Rocchi |
| 21h05 (CET) | Rapport                                     |         |                       | Arbitrage : Gianluca Rocchi | Arbitrage : Gianluca Rocchi |

| 28 avril 2011 | Benfica Lisbonne         | 2 - 1   | Sporting Braga | Estádio da Luz, Lisbonne  |                           |
| 21h05 (CET)   | Jardel 50e · Cardozo 59e | (0 - 0) | Vandinho 53e   | Arbitrage : Craig Thomson | Arbitrage : Craig Thomson |
| 21h05 (CET)   | Rapport                  |         |                | Arbitrage : Craig Thomson | Arbitrage : Craig Thomson |

| 5 mai 2011  | Sporting Braga | 1 - 0   | Benfica Lisbonne | Stade municipal de Braga, Braga |                             |
| 21h05 (CET) | Custódio 19e   | (1 - 0) |                  | Arbitrage : Martin Atkinson     | Arbitrage : Martin Atkinson |
| 21h05 (CET) | Rapport        |         |                  | Arbitrage : Martin Atkinson     | Arbitrage : Martin Atkinson |

## Finale
| 18 mai 2011 | FC Porto   | 1 - 0   | Sporting Braga | Dublin Arena, Dublin                                     |                                                          |
| 20h45 (CET) | Falcao 44e | (1 - 0) |                | Spectateurs : 45 391 Arbitrage : Carlos Velasco Carballo | Spectateurs : 45 391 Arbitrage : Carlos Velasco Carballo |
| 20h45 (CET) | Rapport    |         |                | Spectateurs : 45 391 Arbitrage : Carlos Velasco Carballo | Spectateurs : 45 391 Arbitrage : Carlos Velasco Carballo |

| Porto | Braga |

| FC Porto :        |    |                    |       |     |
|                   |    |                    |       |     |
| G                 | 1  | Helton (c)         | 90e   |     |
| D                 | 21 | Cristian Săpunaru  | 49e   |     |
| D                 | 14 | Rolando            | 90+3e |     |
| D                 | 30 | Nicolás Otamendi   |       |     |
| D                 | 5  | Álvaro Pereira     |       |     |
| M                 | 25 | Fernando           |       |     |
| M                 | 6  | Fredy Guarín       |       | 73e |
| M                 | 8  | João Moutinho      |       |     |
| A                 | 12 | Hulk               |       |     |
| A                 | 17 | Silvestre Varela   |       | 79e |
| A                 | 9  | Radamel Falcao     |       |     |
| Remplaçants :     |    |                    |       |     |
| G                 | 24 | Beto               |       |     |
| D                 | 4  | Maicon             |       |     |
| M                 | 7  | Fernando Belluschi |       | 73e |
| A                 | 18 | Walter             |       |     |
| A                 | 19 | James Rodríguez    |       | 79e |
| M                 | 23 | Josef Souza        |       |     |
| M                 | 28 | Rúben Micael       |       |     |
| Entraîneur :      |    |                    |       |     |
| André Villas-Boas |    |                    |       |     |

| SC Braga:          |    |                   |     |     |
|                    |    |                   |     |     |
| G                  | 1  | Artur Moraes      |     |     |
| D                  | 15 | Miguel Garcia     | 55e |     |
| D                  | 3  | Paulão            |     |     |
| D                  | 2  | Alberto Rodríguez |     | 46e |
| D                  | 28 | Sílvio            | 30e |     |
| M                  | 27 | Custódio          |     |     |
| M                  | 88 | Vandinho (c)      |     |     |
| M                  | 45 | Hugo Viana        | 24e | 46e |
| A                  | 30 | Alan              |     |     |
| A                  | 9  | Paulo César       |     |     |
| A                  | 18 | Lima              |     | 66e |
| Remplaçants :      |    |                   |     |     |
| G                  | 42 | Cristiano         |     |     |
| D                  | 4  | Kaká              | 80e | 46e |
| M                  | 8  | Mossoró           | 59e | 46e |
| A                  | 10 | Hélder Barbosa    |     |     |
| A                  | 19 | Albert Meyong     |     | 66e |
| D                  | 20 | Elderson          |     |     |
| M                  | 25 | Leandro Salino    |     |     |
| Entraîneur :       |    |                   |     |     |
| Domingos Paciência |    |                   |     |     |

| Homme du match : Radamel Falcao (Porto) Arbitres assistants : Roberto Alonso Fernández Jesús Calvo Guadamuro Quatrième arbitre : David Fernández Borbolán Arbitres assistants supplémentaires : Carlos Clos Gómez Antonio Rubinos Pérez |